# Грязи (село)
Гря́зи — упразднённое село Грязинского района Липецкой области. Было центром Грязинского сельсовета. Ныне часть города Грязи.
Село Грязи находилось на правом берегу реки Матыры. Оно основано мелкими служилыми людьми в конце XVII века, названо по особенностям грунта в данной местности. Однако археологи находили здесь предметы абашевской культуры бронзового века (более 3 тыс. лет назад).
С 1773 года здесь существовала деревянная церковь.
По сведениям 1862 года в казённом и владельческом селе Грязи II стана Липецкого уезда Тамбовской губернии проживало 1280 жителей (641 мужчина, 639 женщин) в 170 дворах; имелись православная церковь и училище.
По данным начала 1883 года в селе, центре Грязинской волости Липецкого уезда, проживало 1431 бывший государственный крестьянин (720 мужчин и 711 женщин) в 232 домохозяйствах, которым принадлежало 2465,3 десятины удобной и 87,5 десятин неудобной надельной земли. В селе было 305 лошадей, 358 голов КРС, 698 овец и 121 свинья. Проходил еженедельный базар по вторникам, имелось 4 питейных и 2 торговых заведения. Был 41 грамотный и 26 учащихся.
По сведениям 1888 года к селу также относилось сдававшееся в аренду имение дворянки Н. М. Осиповой (117,89 десятин, большей частью пахотной).
По данным переписи 1897 года в селе Грязи проживало 1929 жителей (925 мужчин и 1004 женщины), все православные.
В 1895 году построена каменная церковь Николая Чудотворца с двумя приделами — Серафима Саровского и неосвящённым. В 1911 году в селе в 315 дворах великороссов (земледельцев, рабочих на известковом заводе и на железной дороге), проживало 2294 человека (1133 души мужского пола и 1161 женского). В штате церкви состояли два священника, дьякон и два псаломщика; ей принадлежало 33 десятины полевой (в двух участках) и 2,5 десятины усадебной земли. Имелись церковно-приходская (рядом с храмом) и земская школы. В 1914 году — 2750 жителей (1350 мужчин, 1400 женщин), показаны земская и церковно-приходская школы, волостное правление, земская больница и амбулатория и 3 известковых завода М. С. Расторгуева.
По переписи 1926 года в селе Грязи (Сеченовка) Грязинской волости Липецкого уезда было 540 хозяйств русских и 1 хозяйство прочих и 2697 жителей (1262 мужчины, 1435 женщин). По спискам сельскохозяйственного налога на 1928/1929 годы в селе, ставшем центром Грязинского сельсовета Грязинского района Козловского округа ЦЧО, было 568 хозяйств и 2863 жителя.
В советское время церковь пытались разрушить, частично снесли кровлю. Стены пытались разбить на кирпич, но старая кладка оказалась очень прочной. Сейчас она восстановлена и является одной из двух старых действующих церквей на территории города Грязи.
В 1974 году при строительстве Матырского водохранилища часть села Грязи, в простонародье именуемая Сеночёсовкой, была переселена. В частности, Заливная улица погрузилась под воду. До сноса, дома, находящиеся на этой улице, постоянно заливало во время весеннего разлива реки Матыры (отсюда название). Наиболее сильное наводнение произошло в 1973 году: уровень воды в домах доходил до середины окон.
В 1979 году село Грязи вошло в черту города Грязи.

## Известные уроженцы
В селе Грязи родился русский патологоанатом и эпидемиолог Г. Н. Минх.